# Briarcliff, Arkansas
Briarcliff là một thành phố thuộc quận Baxter, tiểu bang Arkansas, Hoa Kỳ. Năm 2010, dân số của thành phố này là 236 người.

## Dân số
- Dân số năm 2000: 240 người.
- Dân số năm 2010: 236 người.